# Estación Ombú
Ombú es una estación ferroviaria, ubicada en el Partido de Coronel Suárez, en la Provincia de Buenos Aires, Argentina.

## Servicios
Es una pequeña estación del ramal perteneciente al Ferrocarril General Roca, desde la Estación General Alvear hasta la estación Pigüé.
No presta servicios de pasajeros. Sus vías están concesionadas a la empresa de cargas FerroExpreso Pampeano S.A..